# Чавчавадзе, Арчил Гульбатович
Князь Арчил Гульбатович (Пантелеймонович) Чавчавадзе (13 [25] марта 1841 — 27 июня 1902) — российский генерал-майор, герой русско-турецкой войны 1877—1878 годов.
Его брат, Захарий Гульбатович Чавчавадзе — генерал от инфантерии, военный губернатор Дагестанской области.

## Биография
Родился 13 (25) марта 1841 года. Воспитание получил во 2-м Московском корпусе.
Начал службу в 1862 году в 43-м драгунском Тверском полку; за отличие был произведён в поручики (26 мая 1864). Затем был переведён в 12-й Кавказский линейный батальон. В должности командира 3-го Дагестанского конно-иррегулярного полка (с 14 августа 1877 по 21 апреля 1879) участвовал в русско-турецкой войне 1877—1878 годов, отличился в боях за крепости Карс и Эрзерум; был награждён золотым оружием (1878)
2 августа 1879 года был награждён орденом Святого Георгия 4-й степени:
В воздаяние за отличия в делах против Турок в 1877 году: 2 Октября, при занятии высот Шатыр-Оглы, и в ночь с 5 на 6 Ноября, при штурме крепости Карса.
Также в 1879 году он получил орден Святого Владимира 4-й степени с мечами и бантом.
С 1879 года командовал 1-м Дагестанским конным полком, в составе которой принял участие в неудачном походе Ломакина против Геок-Тепе.
С 1883 года — полковник; в октябре 1889 года был назначен командиром 45-го драгунского Северского полка, которым командовал до 1896 года. В том же 1896 году, произведён в генерал-майоры и назначен командиром 2-й бригады 9-й кавалерийской дивизии. 22 мая 1902 года назначен командующим Кавказской кавалерийской дивизией, однако, только вступив в должность, умер 27 июня, в Тифлисе. Погребён в церкви села Шуамта в Кахетии.
Был награждён также орденами: Святой Анны 3-й (1869) и 2-й с мечами степеней (1883); Святого Станислава 3-й (1866), 2-й с мечами (1880) и 1-й степеней (1901), Святого Владимира 3-й (1893), а также иностранными: Льва и Солнца (1880), командорский крест Данеброг 1-й степени (1893), Восходящей звезды 2-й степени (1895).
Был женат, имел двух сыновей и двух дочерей.